# Magne Lystad
Magne Lystad, född 12 november 1932 i Kongsvinger, död 21 januari 1999 i Oslo,, var en norsk orienterare som blev individuell europamästare vid det första EM:et 1962 samt tog EM-silver i stafett 1964. Han blev individuell nordisk mästare 1957 och 1959 samt tog ytterligare ett NM-silver och två NM-brons.